# Cylionus constrictus
Cylionus constrictus är en mångfotingart som beskrevs av Pocock 1909. Cylionus constrictus ingår i släktet Cylionus och familjen Sphaeriodesmidae. Inga underarter finns listade i Catalogue of Life.